# الهجوم على البعثة الدبلوماسية السعودية في تشاد
شهدت تشاد أحداث عنف وتمرد في عام 1429هـ/2008 م وازدادت المواجهات بين الثوار المتمردين والجيش التشادي على نحو كبير واستطاعوا اقتحام العاصمة نجامينا.

## اجتماع الدبلوماسيين السعوديين وعائلاتهم في منزل السفير
في محرم من عام 1429هـ الموافق لفبراير من عام 2008م كان جميع أعضاء البعثة السعودية وعائلاتهم مجتمعين لإجلائهم من البلاد بسبب الاضطرابات التي كانت تشهدها في منزل السفير السعودي في نجامينا في تشاد، كانت سهام الزهراني زوجة الدبلوماسي السعودي عبد الرحمن الزهراني ، تقوم برعاية ابنتها الصغيرة ذات الستة أشهر ميرال، وبينما كان طفلاها مزون وأحمد يستعدان للهو مع بعضهما البعض، كانت أمهما تطعم ابنتها ميرال في الطابق الثاني. في تلك اللحظات الشحونة بالتوتر طلب منها زوجها عبد الرحمن الزهراني، الموظف في الملحقية العسكرية، أن تنتقل إلى الطابق السفلي، غير أنها فضلت إكمال إطعام ابنتها الصغيرة، بعد ذلك ضربت الطابق الثاني قذيفة مجهولة أودت بحياة الأم وابنتها وتضررت الطفلة مزون وشقيقها أحمد، جراء الانفجار الضخم الذي خلفته القذيفة، لكن أحمد تضرر بشكل أكبر من شقيقته الكبرى، وذلك لوجوده داخل الغرفة التي سقطت القذيفة بداخلها.

## وصول الجثامين
في يوم الأربعاء 28 محرم 1429هـ الموافق 7 فبراير 2008م، أُقيمت صلاة الميت على سهام وابنتها، حيث تقدم الأمير-آنذاك- سلمان بن عبد العزيز وكان أمير منطقة الرياض، ونائبه الأمير سطام، جموع المصلين.